# Fracture
Fracture (titulada en Hispanoamérica como Crimen perfecto) es una película estadounidense del año 2007, dirigida por Gregory Hoblit, del género suspense. Está protagonizada por Anthony Hopkins, Ryan Gosling, David Strathairn y Rosamund Pike.

## Argumento
Theodore "Ted" Crawford (Anthony Hopkins), un ingeniero aeronáutico rico y talentoso, descubre que su esposa Jennifer (Embeth Davidtz) está teniendo una aventura con el detective Rob Nunally (Billy Burke). Esto provoca que Crawford le dispare a su mujer, hiriéndola gravemente.
La policía llega y como creen que Crawford tiene un rehén, llaman a Nunally, quien es el experto en situaciones con rehenes. Nunally entra y acuerda con Crawford dejar al lado las armas; inmediatamente Crawford confiesa el crimen a Nunally, para luego mostrarle que la víctima era Jennifer. Nunally se abalanza sobre ella, y en ese momento Crawford coge el arma e "intenta" matar a Nunally, pero se ve interrumpido por la policía.
A continuación, se involucra en una lucha de ingenio con el adjunto del fiscal de distrito William "Willy" Beachum (Ryan Gosling), quien considera que esto lo resolverá en un abrir y cerrar de ojos y decide ir a juicio. Beachum está ocupado realizando los preparativos para su transición de la ley penal a abogado corporativo para Wooton & Simms, una empresa bien conocida, y comienza una relación romántica con su futura jefa, Nikki Gardner (Rosamund Pike).
En el juicio, Crawford actúa como su propio abogado, lo que sirve como vehículo clave para la trama de la película, el enfrentamiento de un fiscal estrella con un litigante supuestamente no entrenado. Crawford revela que el oficial de arresto (Nunally) estaba teniendo una aventura con su esposa y que también estuvo presente durante su interrogatorio. Por este motivo, su confesión es inadmisible como prueba, ya que pudo ser fruto de coacción. Beachum descubre que la pistola de Crawford no fue utilizada para matar a su esposa, ya que nunca se había disparado con ella, y no se corresponde con los casquillos de bala en la escena del crimen. Puesto que la casa estaba bajo vigilancia durante todo el tiempo del tiroteo para detener a Crawford, la policía está desconcertada.
Beachum es tentado por el plan de Nunally de usar pruebas falsas para implicar a Crawford, pero decide en su contra en el último minuto. Sin presentar nuevas pruebas ante el jurado, Beachum se ve obligado a admitir la falta de pruebas y Crawford es absuelto por el intento de homicidio. Frustrado, Nunally se suicida con su propia arma, un calibre .45 Glock 21 - al salir de la sala de audiencias.
Beachum pierde el empleo en Wooton & Simms y el actual en la fiscalía. Además se da cuenta de que Crawford va a firmar la desconexión de su esposa; Beachum intenta que Nikki (y en consecuencia, Wooton & Simms) tome acciones para evitarlo, pero se da cuenta de que ella no le va a ayudar porque "nada tiene que ver con Wooton & Simms". Empero, Beachum logra obtener una orden judicial para evitar la desconexión, pero por razón de otra orden judicial de restricción contra él que impide acercarse a Jennifer (la cual fue solicitada por Crawford), no puede evitar la desconexión.
Desolado, Beachum rechaza una oferta de su antigua jefe fiscal. Posteriormente, Beachum se acerca a la oficina del detective del caso, en donde recibe una llamada de Crawford que le dice que tiene un regalo para él antes de irse de vacaciones. Simultáneamente, Beachum se da cuenta de que su propio celular y el del detective son iguales, lo cual le da una pista que más adelante se revelará.
Beachum acude a la casa de Crawford donde en la conversación surge que la pistola de Nunally y la de Crawford son del mismo modelo, y que al desconectar a la esposa, se pudo extraer la bala de la cabeza de Jennifer la cual va a coincidir con el arma de Nunally, dando a conocer que en las primeras escenas de la película:
1. Crawford intercambió su arma por la de Nunally, y éste no se dio cuenta.
2. Crawford disparó el arma de Nunally contra Jennifer y recogió y limpió el casquillo derivado.
3. Crawford disparó otras balas para despistar.
4. Que en la escena de la supuesta rendición, donde previamente Nunally y Crawford soltaron las armas, cuando Nunally corre a por Jennifer, Crawford aprovecha y cambia las armas.
5. Así, cuando fue arrestado, la policía se llevó el arma de Crawford -con la que no se disparó- creyendo que había sido la usada en el crimen- y Nunally se llevó la de él -que fue la verdadera arma homicida-.

Con la bala extraída, Beachum le dice a Crawford que podrán comparar la bala con el arma de Nunally y probar la teoría del cambio de armas, llevándolo a un veredicto de culpabilidad. Crawford halaga a Beachum por su perspicacia al resolver el crimen, pero le señala que no va a ser posible llevarlo a juicio por la prohibición de non bis in idem. Beachum responde diciéndole que a él lo absolvieron de intento de homicidio, pero cuando ordenó la desconexión cometió homicidio, delito por el cual todavía no había sido juzgado, y en consecuencia sobre ese nuevo hecho no se aplica la prohibición mencionada.
Finalmente, Crawford es arrestado y llevado a juicio.

## Reparto
| Actor            | Personaje                       |
| ---------------- | ------------------------------- |
| Anthony Hopkins  | Ted Crawford                    |
| Ryan Gosling     | Willy Beachum                   |
| David Strathairn | Fiscal del distrito Joe Lobruto |
| Rosamund Pike    | Nikki Gardner                   |
| Embeth Davidtz   | Jennifer Crawford               |
| Billy Burke      | Teniente Robert 'Rob' Nunally   |
| Cliff Curtis     | Detective Flores                |
| Fiona Shaw       | Jueza Robinson                  |
| Bob Gunton       | Juez Gardner                    |
| Josh Stamberg    | Norman Foster                   |
| Xander Berkeley  | Juez Moran                      |
| Zoe Kazan        | Mona                            |
| Judith Scott     | Residente                       |
| Petrea Burchard  | Dra. Marion Kang                |

- Datos: Q180405